# I Was Made for Lovin' You
"I Was Made for Lovin' You" je hard rock pjesma američke rock sastava Kiss, originalno objavljena na njihovu albumu Dynasty iz 1979. To je bio prvi singl koji je izdan na tom albumu (također osvojivši nagradu za zlatni singl), prodavši se u milijun kopija. Singl je došao do 11-e pozicije na US Billboard ljestvici singlova. Pjesma je također postala hit u Australiji dosegavši šesto mjesto u toj zemlji. Dosegnula je 20-o u Švedskoj, deseto u Norveškoj, drugo u Francuskoj, Njemačkoj, Švicarskoj i Austriji, a u Nizozemskoj i na 1. mjesto.
Pjesma se uspoređuje s disko stilom koji je bio popularan u SAD-u u kasnim 1970-ima.
Iako se Peter Criss pojavio u video spotu i slici na albumu, on zapravo nije svirao pjesmu. Kao većinu na albumu Dynasty, sezonski bubnjar Anton Fig je zamijenio Petera Crissa.

## Upotrebe u scenama
- pjevana je u filmu Moulin Rouge, kada su Satine i Christian u slonu
- u jednoj epizodi Simpsona, Homer je pjevao pjesmu dok je ulazio u crkvu
- imala je ulogu u jednoj sceni u filmu Beskrajna ljubav.